# Şapçılar, Çal
Şapcılar là một xã thuộc huyện Çal, tỉnh Denizli, Thổ Nhĩ Kỳ. Dân số thời điểm năm 2010 là 122 người.